# 炸雞

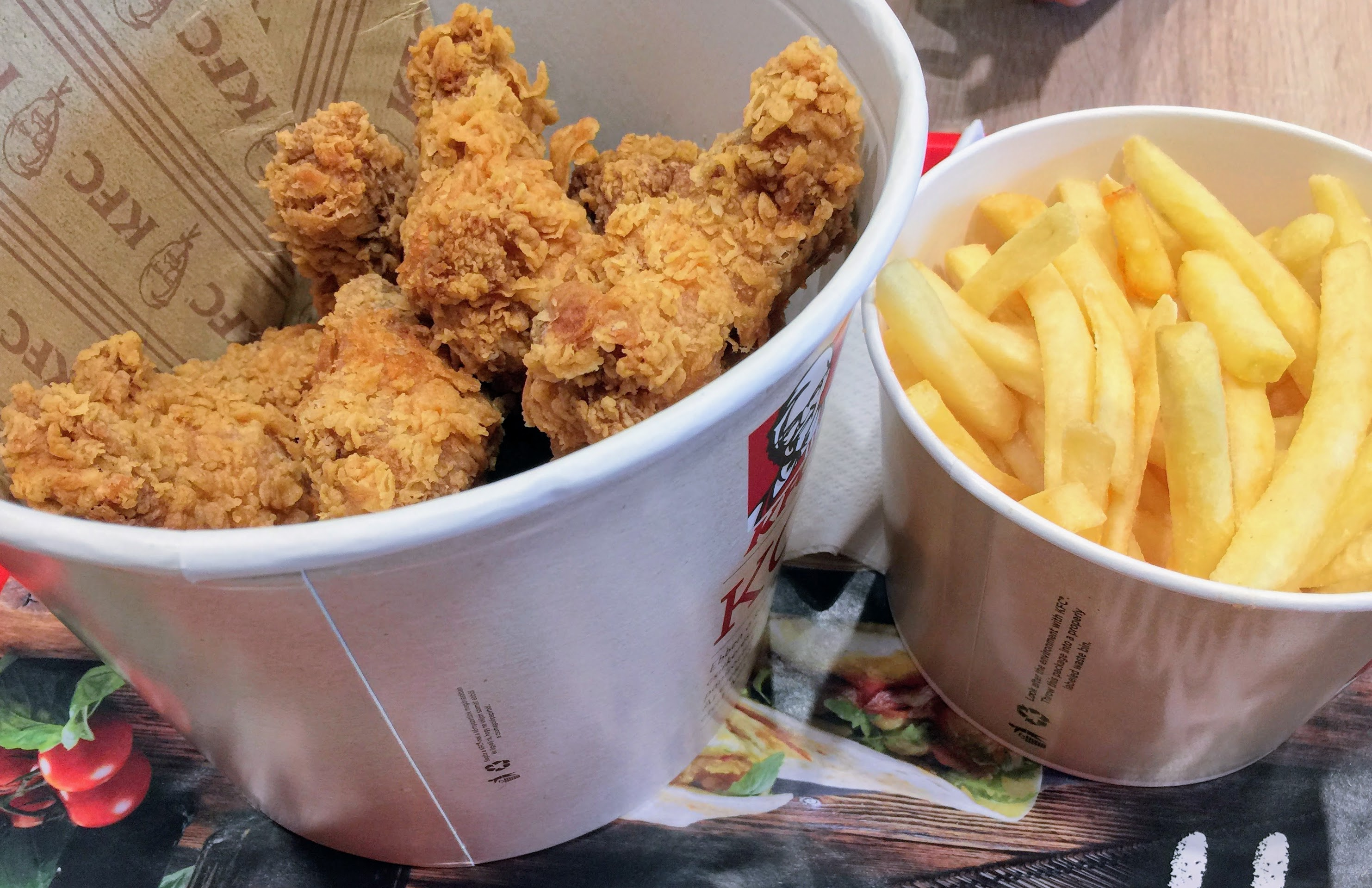
肯德基炸雞和薯條

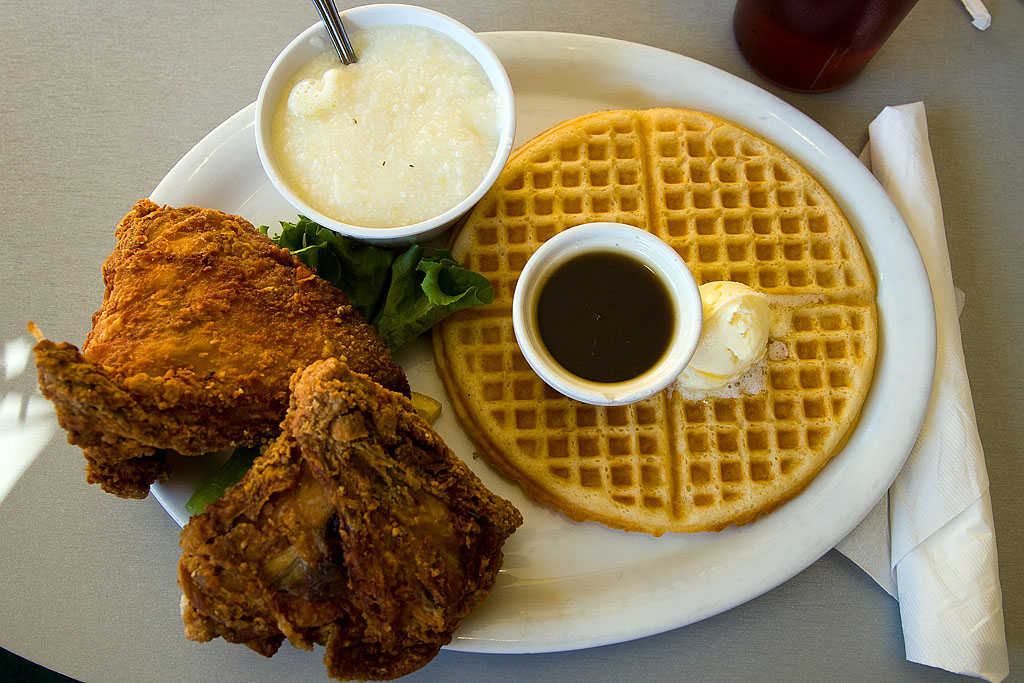
炸雞餐搭配鬆餅

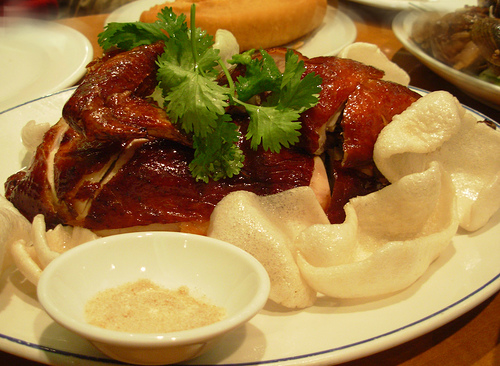
中式炸子雞配以蝦片

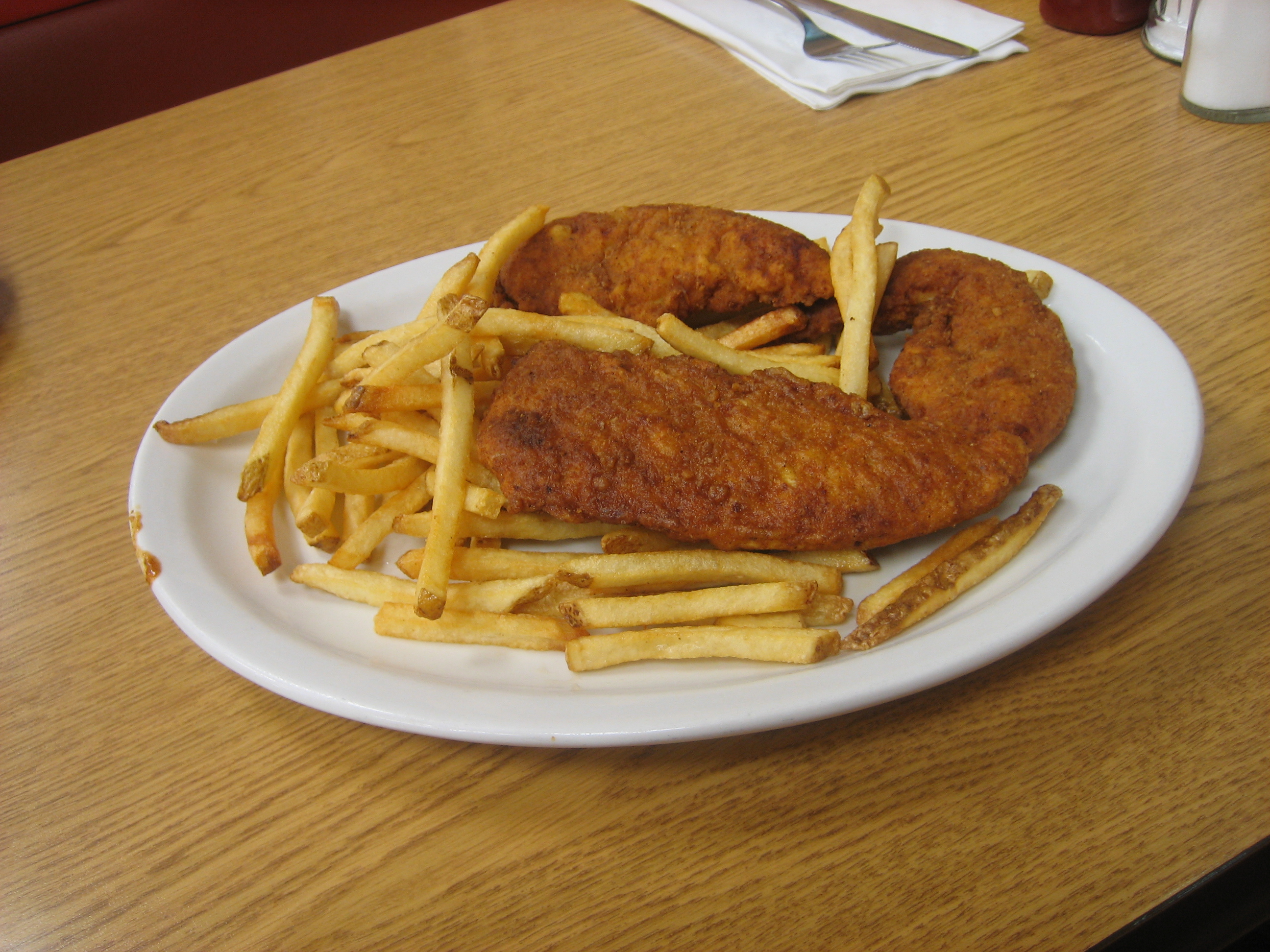
炸鸡柳搭配薯条

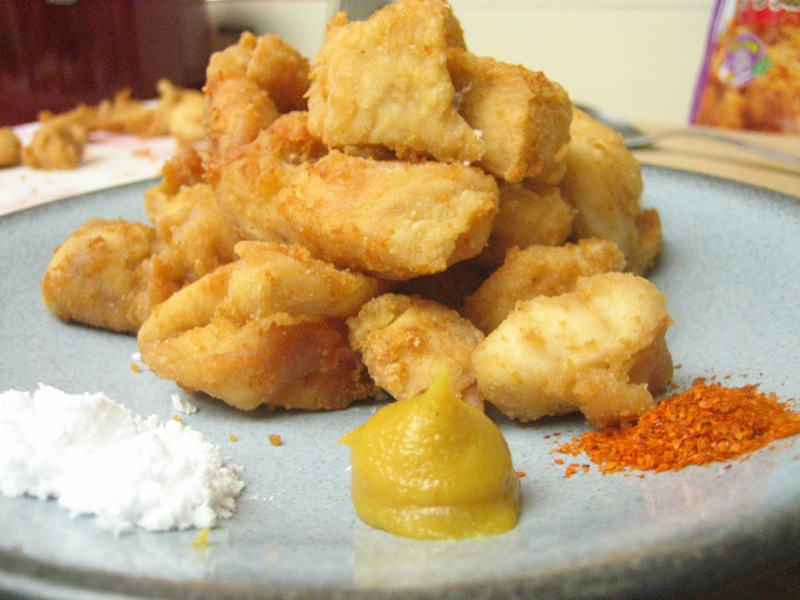
炸雞塊/炸雞寶

炸雞（Fried chicken）是指以油炸方式烹調的雞肉。炸雞有很多不同的油炸種類，例如原件連皮連骨的雞件，或者已去皮去骨的雞肉塊。不同國家和地區的炸雞，均有其獨特的特色。

## 歷史
歐美國家早於公元四世紀已有相關記錄，羅馬食譜Apicius記載了一種名為Pullum Frontonianum的炸雞配方。 “炸雞”（Fried chicken）的英語詞彙，可見19世紀30年代的美國字典。近代，炸雞成為社會普及飲食文化，及現代快餐文化一種象徵。

## 各種炸雞
一般所指的炸雞，通常是指原件連皮連骨的雞件，包含雞胸，雞腿與雞翅部位。雞頭、雞脖子、雞屁股、雞腳等其餘部位則不常被列入炸雞的範圍。常見炸雞的種類如下：

- 雞柳
- 雞塊
- 雞米花
- 炸雞排

此外世界各地也有一些特色的炸雞：
- 香港的炸子雞
- 北京的老北京炸鸡
- 上海的豪大大鸡排
- 韓國的韓式炸雞
- 日本的唐揚、雞天
- 台灣的鹹酥雞、香雞排
- 美國的橙花雞

## 種族偏見
在美國，炸雞與西瓜都跟非裔人口有緊密的關連。當中因為炸雞是美國內戰以前黑奴常吃的食物。黑人職業高爾夫球手老虎伍茲曾經兩度被捲入炸雞相關的言論。福茲·佐勒爾在1997年美國名人賽後稱伍茲應當避免在明年賽後晚餐選擇炸雞。2013年，西班牙球手塞爾希奧·加西亞在不知背後含意的情況下，邀請伍茲到他家中作客，說晚餐會吃炸雞。伍茲表示感到冒犯，兩者事後都有向伍茲道歉。

## 相關
- 肯德基：主打炸雞的快餐店
- 肯德基原味炸雞配方

## 外部連結
- 亞洲炸雞百科 （页面存档备份，存于）